# Annie Philippe
Ne doit pas être confondu avec Anne Philipe.
Pour les articles homonymes, voir Philippe.
Annie Philippe, née le 17 décembre 1946 à Paris, est une chanteuse française à la voix acidulée qui a eu son heure de gloire dans la deuxième moitié des années 1960, à côté des chanteuses yéyé Sheila, Sylvie Vartan, Françoise Hardy et France Gall. Les chansons Baby Love (1965) et J'ai tant de peine (1965) la firent connaître, mais le tube Ticket de quai (1966) la haussa au pinacle avec plus d'un million de disques vendus.

## Biographie

### Enfance
Annie Philippe naît le 17 décembre 1946 dans le 19e arrondissement de Paris. Elle grandit dans une famille très modeste habitant le quartier de Ménilmontant,.
Comme elle rêve de devenir danseuse, son père l'inscrit aux cours de danse donnés par le chorégraphe Louis Orlandi au théâtre du Châtelet. Élève douée, elle a l'occasion d'être petit rat de remplacement dans le corps de ballet.

### Découverte
Alors qu'elle est disc-jockey au Twenty One, une boîte de nuit de la rue Balzac dans le 8e, Annie Philippe est découverte par Paul Mauriat, un chef d'orchestre à la mode. À la suite d'une audition où elle chante des titres de Leny Escudero, Marie Laforêt et France Gall, Paul Mauriat lui trouve des capacités artistiques tout en lui conseillant de prendre des cours de chant. 
En 1965, elle enregistre chez Riviera, une sous-marque de Barclay, son premier 45 tours, Vous pouvez me dire, comportant également une version de Love me Tender d'Elvis Presley (1956). Son second 45 tours, « Baby Love, reprise du tube du groupe féminin américain Supremes, et le troisième, avec une composition de Guy Marchand, J'ai tant de peine, font connaître la jeune chanteuse à la voix acidulée.

### Des premiers succès à la consécration
Au printemps 1966, elle interprète Ticket de quai, du compositeur Christian Sarrel et du parolier André Pascal, chanson sur le thème d'une séparation sur un quai de gare, destinée à l'origine à Richard Anthony mais refusée par celui-ci qui ne voulait pas d'un deuxième J'entends siffler le train, son tube de 1962. Proposé par Paul Mauriat à Annie Philippe, Ticket de quai fait un tabac auprès des jeunes couples séparés par le service militaire, encore obligatoire à l'époque. Il s'en vend plus d'un million d'exemplaires chez les disquaires.
Cette même année, elle figure sur la « photo du siècle » regroupant 46 vedettes françaises du « yéyé » le 12 avril 1966. Elle dira plus tard que si la bonne humeur semble régner à en croire la photo, en réalité ce fut plutôt « une séance sans émotion, sans rires ni partage ». À l'occasion de cette photo, elle fait la connaissance du chanteur Claude François, à l'époque en couple avec France Gall, qu'elle remplacera pendant quelques mois,.
Entre 1966 et 1968, elle enregistre une cinquantaine de titres. Les succès s'enchaînent avec des chansons taillées sur mesure : Sœur Angélique, Cause donc toujours, Pas de taxi, C'est la mode, Pour qui pour quoi, Mes amis mes copains, Pour la gloire, Le temps des poupées, et Le mannequin, son deuxième plus gros succès, écrit aussi par André Pascal. À la différence des autres yéyés, elle fait peu d'adaptations, leur préférant des compositions originales (par Guy Marchand, Guy Béart, Alain Bashung, Jacques Revaux, etc.). 
Elle passe à de nombreuses reprises à la télévision dans Âge tendre et tête de bois d'Albert Raisner (1965-1968) et dans le le Palmarès des chansons de Guy Lux (1961-1965). La presse pour midinettes, comme Mademoiselle âge tendre, lui consacre souvent sa Une. En raison de sa voix, son débit et ses thèmes, elle est érigée en rivale de France Gall sur les ondes ,,.

### Lassitude et retrait
En 1968, elle rentre dans l'écurie des disques Flèche, la maison de production de Claude François.
Cependant, le succès de ses chansons (Le même amour en 1968, Je découvre tout en 1969 et Je suis à toi en 1971) décline régulièrement. Après avoir fait de nombreuses tournées, notamment avec Claude François, elle se met quelque peu en retrait de son métier et « se consacre à sa vie amoureuse tumultueuse ».
En 1969, on la voit faire de la figuration dans le scopitone d'Adieu jolie Candy de Jean-François Michaël.
Dans les années 1970, elle fait peu parler d'elle, si ce n'est pour son apparition dans le numéro de janvier 1972 du magazine Lui, où elle pose entièrement nue. 
En 1975, elle rejoint le groupe Electrogène pour la chanson Je tu il nous vous les autres. Elle reprend ensuite son nom avec Comme je t’aime en 1976 et Appelle Jack en 1978.

### Années 1980 et 1990
En mai 1985, les Forbans lui proposent de faire la première partie de leur spectacle à l'Olympia. 
Au printemps 1988, Jean-Paul Belmondo fait appel à elle pour jouer à ses côtés dans le film Itinéraire d'un enfant gâté de Claude Lelouch.
Dans la décennie 1990, elle refait de la télévision, apparaissant dans La Chance aux Chansons de Pascal Sevran, où elle interprète ses anciens succès. 
En 1999, elle se rappelle au souvenir de ses admirateurs par une compilation sur CD de ses plus grands succès.

### Années 2000 et suivantes
En 2001, Annie Philippe retrouve Frank Alamo sur le plateau de Pascal Sevran lors de l’émission de célébration des quinze ans de La Chance aux Chansons. À la suite de cette émission télévisée, Frank Alamo, qui a lui aussi arrêté de chanter, décide de remonter sur scène et propose à Annie d'assurer la première partie de ses spectacles.
En 2006 et 2007, Annie et Frank se produisent dans des galas à travers la France. La tournée Âge tendre et Têtes de bois leur permet de rencontrer à nouveau leur public.
Dans les années 2010, Annie Philippe se produit régulièrement dans les soirées Jukebox au Petit Journal Montparnasse, un restaurant et club de jazz parisien, ainsi qu'au moulin de Dannemois, l'ancienne propriété de Claude François, devenue musée consacré au chanteur.
Devenue autrice-compositrice, elle sort en juin 2010 le single Versets de l'amour (cinq mixes), disponible sur les plates-formes de téléchargement légal et accompagné d'une vidéo.
En 2013, une photo de la chanteuse à ses débuts est choisie pour orner la couverture du livre Yé-Yé girls of '60s French Pop publié par le journaliste Jean-Michel Deluxe.
Le 3 avril 2024, invitée à l'émission télévisée Chez Jordan de Luxe, elle témoigne de sa situation financière devenue catastrophique depuis sa séparation d'avec Cyrille Guimard et lance un appel à l'aide.

### Autobiographie
En 2017, elle publie au Cherche Midi son autobiographie, J'aurais pu être la marquise des anges, préfacée par Dominique Besnehard. Ce titre, qui est une allusion à l'héroïne blonde du film de Bernard Borderie, Angélique, marquise des anges, sorti en 1964, est venu à l'idée du préfacier en écoutant la chanteuse lui faire le récit de sa vie : « Je suis touché par son destin et je comprends que j'ai en face de moi l'héroïne d'un vrai roman populaire dans la lignée d’Ambre de Kathleen Winsor, de Boule de Suif de Maupassant et bien sûr d’Angélique, Marquise des Anges ». 
Dans ses mémoires, Anne Philippe décrit un monde du spectacle peu reluisant, dont elle égratigne, non sans quelque amertume, certaines gloires de l'époque, Sheila, Sylvie Vartan, Michel Berger et Claude François. En raison de son mariage avec un truand, les célébrités féminines évitent celle qu'on nomme « la chanteuse du milieu ». À sa réputation sulfureuse, s'ajoutent son franc parler et ses tenues très peu austères. 

### Vie privée
Mariée à Izi Spieghel, truand et patron de la boîte de nuit Le Twenty One, elle réussit à se détacher de son emprise pendant quelques mois en 1967 pour une liaison avec Claude François, lequel toutefois ne fait rien pour la retenir lorsque son époux vient la chercher,. Elle en voudra beaucoup au chanteur.
Elle sera aussi l'épouse du malfrat René Juillet (exécuté par le milieu en 1980), ainsi que du cycliste et directeur sportif Cyrille Guimard.

## Discographie

### Super 45 tours
- 1965 : N°1 : Vous pouvez me dire (He don’t want your love anymore) (T. Miller - P. Ford - H. Dawson / André Salvet - Claude Carrère) / Une rose (Love me tender) (Elvis Presley - Vera Matson / Yzi Spighel) / Qu’il le dise (Till he tells me) (R. Gordon / Frank Gérald) / Je chante et je danse (Pascal Groffe / André Salvet), Riviera / CED (231046)
- 1965 : Baby love (Baby love) (Ralph Bernet / Eddie Holland - Brian Holland - Lamont Dozier) / J’ai raté mon bac (Jacques Pezet - Gil Caraman / Jean-Michel Arnaud) / Tout finit à St-Tropez (Guy Béart) / C’est loin Domani (Forget Domani) (du film La Rolls-Royce jaune) (Hubert Ithier / Riz Ortolani), Riviera / CED (231083)
- 1965 : J’ai tant de peine (Guy Marchand) / Lui (Jacques Revaux / Ralph Bernet) / Trois petits tambours (Private John Q) (Roger Miller - Roger Berthier) / Le souffleur de verre (Georges Blaness / Michel Rivgauche), Riviera / CED (231111)
- 1965 : Ticket de quai (André Pascal / Christian Sarrel) / On m’a toujours dit (Jean-Claude Hayer / Marcel Hurten) / Tu ne comprends rien aux filles (Roger Berthier / Eddie Barclay) / Quand l’amour est à deux pas (Jacques Chaumelle / Bernard Kesslair), Riviera / CED (231156), Réédition 2006, CD 4 titres, Magic Records
- 1966 : Mes amis, mes copains (Jean Leccia / André Pascal) / Cause donc toujours (Raymond Bernard / Jean Peigné) / Pour qui, pour quoi ? (Tony Cucchiara / André Pascal) / Tchakaboum (Mon cœur fait tchakaboum) (Georges Liferman - Daniel White / Jacques Plait), Philips (437.237 BE)
- 1966 : C’est la mode (Jean-Pierre Morlane / Pierre Saka) / Ça fait pleurer (Paul Mauriat / André Pascal) / Sœur Angélique (Georges Liferman / Michel Rivgauche) / Le temps des poupées (Jacques Revaux / Gérard Melet), Philips (437.276 BE)
- 1967 : Tu peux partir où tu voudras (Go where you wanna go) (P. F. Sloan - Steve Barri / Billy Nencioli) / Pas de taxi (Georges Blaness / Jean Schmitt) / Le mannequin (Paul Mauriat / André Pascal) / Sensationnel Jeffry (Florence Véran / Raymond Bravard), Philips (437.307 BE)
- 1967 : Lettre pour Annie (Christian Gaubert / Annie Philippe) / De ce côté de la rivière (She’s coming to me) (T. O’Brien - T. Sprinfield / Roger Berthier) / Cœur brisé, cœur en fête (Christian Gaubert / Pierre-André Dousset) / Pour la gloire (Jean-Pierre Morlane / Pierre Saka), Philips (437.344 BE)
- 1967 : Les enfants de Finlande (Frédéric Botton) / Plus rien (Guy Magenta / Yzi Spighel) / Quarante maringouins (Alain Bashung / Gilles Thibaut) / Mon ange blond (Léo Clarens / Yzi Spighel), Philips (437.386 BE)
- 1968 : Une petite croix (Alain Bashung / Pierre-André Dousset) / Laisse-nous tranquilles (Jean-Pierre Morlane / Yzi Spighel) / Bonjour, bonsoir et au revoir (Christian Padovan - Gérard Kawczynski / Pierre-André Dousset) / Le flingue (Frédéric Botton), Philips (437.433 BE)
- 1968 : Le même amour (Guy Marchand) / Les oiseaux de novembre (Jean Fredenucci / Pierre Delanoë) / Croix de bois, croix de fer (Callate Nina) (Rafael Turia - Jeanette Dimech / Gilles Thibaut) / Boeing jet et caravelle (Daniel Faure / Sébastien Balasko), Disques Flèche – CF 004
- 2010 : Versets de l'amour (Single Mix) (Annie Philippe) / Versets de l'amour (Electro Mix) / Versets de l'amour (Dab Mix) / Versets de l'amour (Groovy Mix) / Versets de l'amour (Hot Mix), MP3 Annie Philippe

### 45 tours simples
- 1965 : Vous Pouvez Me Dire / Qu'Il Le Dise, Riviera 231046
- 1965 : C'Est Loin Domani / Tout Finit A St Tropez, Riviera R-110
- 1965 : Baby Love / C'Est Loin Domani, Riviera 121028
- 1965 : J'Ai Tant De Peine / Trois Petits Tambours, Riviera 121040
- 1966 : Ticket De Quai / Tu Ne Comprends Rien Aux Filles, Riviera 121058
- 1966 : Lettre Pour Annie / Cœur Brisé, Cœur En Peine, Philips 370.551
- 1966 : Mes Amis, Mes Copains / Cause Donc Toujours, Philips 373.847
- 1966 : Pour Qui, Pour Quoi ? / Tchakaboum (Mon Cœur Fait Tchakaboum), Philips 373.848
- 1966 : Ca Fait Pleurer / C'Est La Mode, Philips 373.891
- 1966 : C'Est La Mode / Sœur Angélique, Philips 373.917
- 1967 : Pas De Taxi / Le Mannequin, Philips 373.959
- 1967 : Tu Peux Partir Où Tu Voudras / Sensationnel Jeffry, Philips 373.963
- 1969 : Je Découvre Tout (Jean-Pierre Bourtayre / Jean Schmitt - Michel Jourdan) / Laissez Votre Chapeau, Monsieur Lee (Move In A Little Closer Baby) (Robert O'Conner - Arnold Capitanelli / Yves Dessca), Disques Flèche CF 08
- 1971 : Je Suis A Toi (Gilles Thibaut / Guy Bonnet) / L'Envie D'Aimer (Gilles Thibaut / Guy Bonnet), Disques Vogue V 45 1813
- 1976 : Comme Je T'Aime (Elisabeth Vigna / Jean Géral) / Je Ne Suis Pas Celle Que Vous Croyez (Mario d'Alba / G. Chazal), Barclay 620 221
- 1977 : Joue Aux Courses, Au Loto (Jean-Jacques Debout) / Ne Pars Pas En Amérique (Jean-Jacques Debout), Decca 87035
- 1978 : Appelle Jack (Applejack) (Dolly Parton / Gilles Thibaut) / Lundi Bleu (Gérard Salesses / Alain Pozzuoli - E. Hebey), AB Productions / Carrère 49.367
- 1979 : Don't Leave Me Lonely (Pamela Forest / Gérard Salesses) / Lazy Lady (Pamela Forest / Gérard Salesses), AB Productions / Polydor 2097 802
- 1979 : Don't Leave Me Lonely (version longue pour discothèque) / Lazy Lady (version longue pour discothèque), Maxi 45 tours, AB Productions / Polydor 2141 144
- 1984 : Tout Petit Cœur Solitaire (Jean-François Porry / Gérard Salesses) / Ta Petite Annie (Jean-François Porry - Michel Jourdan / Gérard Salesses), AB Productions / Polydor 821 955-7
- 1985 : Attends Encore Un Peu (Serge Koolenn / Gérard Salesses) / Lire Dans Tes Yeux (Serge Koolenn / Gérard Salesses), AB Productions / Polygram  881 967-7
- 1988 : Qu'Est-C'Que Tu Deviens ? (Marc Acchi / Patrick Jaymes) / Arrêt Sur Image (Jean-Luc Drion - Dominique Regia-Corte / Charles Algarra - Humbert Ibach), Ibach / Carrère 14.567

### Albums 33 tours
- 1967 : C'est La Mode : C'est La Mode / Sœur Angélique / Sensationnel Jeffry / Tchakaboum (Mon Cœur Fait Tchakaboum) / Bon Vieux Carillon (Aldo Frank / Daniel Faure) / Le Temps Des Poupées/ Pour Qui, Pour Quoi ? / Pas De Taxi (version album) / Mes Amis, Mes Copains / Ca Fait Pleurer / Ma Liberté (Jacques Renard / Frank Gérald) / Cause Donc Toujours, France, 30 cm, Philips P 70 392
- 1967 : Tu Peux Partir Où Tu Voudras : C'est La Mode / Sœur Angélique/ Sensationnel Jeffry / Tchakaboum (Mon Cœur Fait Tchakaboum) / Tu Peux Partir Où Tu Voudras / Le Temps Des Poupées / Pour Qui, Pour Quoi ? / Pas De Taxi (version album) / Mes Amis, Mes Copains / Ca Fait Pleurer / Ma Liberté / Cause Donc Toujours, Canada, 30 cm, Philips P 70 421

### Participations
- 1967 : François de Roubaix : Bande Originale du Film La Blonde de Pékin : Annie Philippe La Blonde de Pékin (François de Roubaix / Gilles Thibaut), EP Philips 437363
- 1975 : Electrogène (Mario d'Alba, Stone, Annie Philippe, Liliane Hoftel, Richard Jeannot) : Je Tu Il Nous Vous Les Autres (Elisabeth Vigna - Éric Charden / Mario d'Alba), SP Gérard Tournier GT 46531
- 2003 : Frank Alamo : Embrasse-Moi : Duo avec Annie Philippe : Embrasse-Moi (It's In His Kiss - The Shoop Shoop Song) (Frank Alamo - F. Hanon / Rudy Clark), CD M 10 Records 307002

### Compilations
- 1999 : L'Intégrale Sixties : Vous Pouvez Me Dire (He Don't Want Your Love Anymore) / Une Rose (Love Me Tender) / Qu’il Le Dise (Till He Tells Me) / Je Chante Et Je Danse / Baby Love (Baby Love) / J’ai Raté Mon Bac / Tout Finit Á St-Tropez / C’est Loin Domani (Forget Domani) / J’ai Tant De Peine / Trois Petits Tambours (Private John Q.) / Lui / Le Souffleur De Verre / Ticket De Quai / On M’a Toujours Dit / Tu Ne Comprends Rien Aux Filles / Quand L’Amour Est Á Deux Pas / Mes Amis, Mes Copains / Cause Donc Toujours / Pour Qui, Pour Quoi ? / Tchakaboum (Mon Cœur Fait Tchakaboum) / C’est La Mode / Ça Fait Pleurer / Sœur Angélique / Le Temps Des Poupées / Bon Vieux Carillon / Pas De Taxi (version Album) / Ma Liberté / Tu Peux Partir Où Tu Voudras (Go Where You Wanna Go) / Pas De Taxi / Le Mannequin / Sensationnel Jeffry / Lettre Pour Annie / De Ce Côté De La Rivière (She’s Coming To Me) / Cœur Brisé, Cœur En Fête / Pour La Gloire / La Blonde De Pékin (Du Film La Blonde De Pékin) / Les Enfants De Finlande / Plus Rien / Quarante Maringouins / Mon Ange Blond / Une Petite Croix / Laisse-nous Tranquilles / Bonjour, Bonsoir Et Au Revoir / Le Flingue / Le Même Amour / Les Oiseaux De Novembre / Croix De Bois, Croix De Fer (Callate Nina) / Boeing Jet Et Caravelle / Je Découvre Tout / Laissez Votre Chapeau, Monsieur Lee (Move In A Little Closer Baby), France, 2 x CD Magic Records 5244092
- 2007 : Tendres Années 60 : C'est La Mode (Album Version) / Sœur Angélique / Sensationnel Jeffry / Tchakaboum (Mon Cœur Fait Tchakaboum) / Le Temps Des Poupées / Pour Qui, Pour Quoi ? / Pas De Taxi / Mes Amis, Mes Copains / Ca Fait Pleurer / Ma Liberté / Cause Donc Toujours / Tu Peux Partir Où Tu Voudras (Go Where You Wanna Go) / Le Mannequin / Cœur Brisé, Cœur En Fête / Pour La Gloire (Album Version) / Une Petite Croix, France, CD Mercury
- 2008 : Portrait 1964 / 1967 : Vous Pouvez Me Dire (He Don't Want Your Love Anymore) / Une Rose (Love Me Tender) / Baby Love (Baby Love) / J'ai Raté Mon Bac / Tout Finit à St-Tropez / C'est Loin Domani (Forget Domani) / J'ai Tant De Peine / Ticket De Quai / On M'a Toujours Dit / Tu Ne Comprends Rien Aux Filles / Quand L'amour Est à Deux Pas / Mes Amis, Mes Copains / Cause Donc Toujours / Pour Qui, Pour Quoi ? / C'est La Mode / Sœur Angélique / Le Temps Des Poupées / Tu Peux Partir Où Tu Voudras (Go Where You Wanna Go) / Le Mannequin / Lettre Pour Annie / De Ce Côté De La Rivière (She's Coming To Me) / Cœur Brisé, Cœur En Fête / La Blonde De Pékin (Du Film La Blonde De Pékin) / Les Enfants De Finlande, France, CD Magic Records 3930802
- 2015 : Sensationnel! • Yé-Yé Bonbons 1965-1968 : C'est La Mode / Plus Rien / Pour La Gloire / Pas De Taxi / On M'a Toujours Dit / Tu Peux Partir Où Tu Voudras (Go Where You Wanna Go) / J'ai Tant De Peine / Sensationnel Jeffry / J'ai Raté Mon Bac / Une Petite Croix / Le Mannequin / Bonjour, Bonsoir Et Au Revoir, Angleterre, LP Ace HIQLP 031
- 2015 : Sensationnel! • Yé-Yé Bonbons 1965-1968 : C'est La Mode / Plus Rien / Pour La Gloire	/ Pas De Taxi / On M'a Toujours Dit / Tu Peux Partir Où Tu Voudras (Go Where You Wanna Go) / J'ai Tant De Peine / Sensationnel Jeffry / Pour Qui, Pour Quoi ? / Le Temps Des Poupées / J'ai Raté Mon Bac / De Ce Côté De La Rivière (She's Coming To Me) / Pas De Taxi (LP Version) / Une Petite Croix / Vous Pouvez Me Dire (He Don't Want Your Love Anymore) / Qu'il Le Dise (Till He Tells Me) / Baby Love (Baby Love) / Les Enfants De Finlande / Le Mannequin	/ Lettre Pour Annie / Mes Amis, Mes Copains / Mon Ange Blond / Ticket De Quai / Bonjour, Bonsoir Et Au Revoir, Europe, CD Ace International CDCHD 1431
- 2017 : Essential : Baby Love / Boeing Jet Et Caravelle / C'Est La Mode / C'Est Loin Domani / Ça Fait Pleurer / Cause Donc Toujours / Cœur Brisé Cœur En Fête / Croix De Bois Croix De Fer / De Ce Côté De La Rivière / J'Ai Raté Mon Bac / J'Ai Tant De Peine / Je Chante Et Je Danse / Je Decouvre Tout / Laissez Votre Chapeau Monsieur Lee / Le Mannequin / Le Même Amour / Le Temps Des Poupées / Les Enfants De Finlande / Les Oiseaux De Novembre / Lettre Pour Annie / Lui / Mes Amis Mes Copains / On M'a Toujours Dit / Pas De Taxi / Plus Rien / Pour La Gloire / Pour Qui Pour Quoi ? / Quand L'Amour Est À Deux Pas / Quarante Maringouins / Qu'il Le Dise / Sensationnel Jeffry / Sœur Angélique / Tchakaboum (Mon Cœur Fait Tchakaboum) / Ticket De Quai / Tout Finit À St. Tropez / Trois Petits Tambours / Tu Ne Comprends Rien Aux Filles / Tu Peux Partir Où Tu Voudras / Une rose / Vous Pouvez Me Dire, France, MP3 Annie Philippe

## Publication
- avec la collaboration de Dominique Besnehard et Bernard Fillaire, J'aurais pu être la marquise des anges, Cherche Midi, 6 avril 2017, 190 pages  (ISBN 2749149509 et 9782749149509).